# Tursk (Białoruś)
Tursk (błr. i ros. Турск) – wieś na Białorusi, w rejonie rohaczowskim obwodu homelskiego, około 12 km na południowy wschód od Rohaczowa i około 6 km na wschód od Chodasiewcz.

## Historia
Historia Turska jest słabo znana, dopiero od połowy XIX wieku. Wcześniej dobra te należały do powiatu rzeczyckiego Rzeczypospolitej. Po I rozbiorze Polski w 1772 roku znalazły się na terenie Imperium Rosyjskiego. W drugiej połowie XIX wieku istniejący tu majątek był dziedzictwem rodziny Woynicz-Sianożęckich. Pod koniec XIX wieku należał do Władysława Sianożęckiego, członka carskiej Rady Państwa. Po powstaniu styczniowym mieszkała tu Helena Chodasiewiczowa z dziećmi, żona zesłanego na Sybir Jana Chodasiewicza, właścicieli sąsiednich Chodasiewicz, które zostały skonfiskowane albo wzięte w sekwestr w ramach represji po powstaniu.
Wiadomo, że w Tursku w 1858 roku istniała kaplica, w 1866 roku – gorzelnia (w folwarku, zatrudniająca w 1880 roku 9 osób) i 3 karczmy, w 1880 roku – też młyn i sklep spożywczy. W 1880 roku wieś liczyła 612 mieszkańców. Według spisu 1897 roku istniały tu 2 sklepy spożywcze, kuźnia, 3 młyny wiatrakowe. W 1903 roku wzniesiono budynek szkoły.
Od 1917 roku Tursk znalazł się w ZSRR, w 1930 roku utworzono tu kołchoz „Zwycięzca”. Od 1991 roku – na Białorusi.

## Dawny dwór
Jedne źródło, że w Tursku znajdował się duży polski dwór, to niepublikowany rysunek Napoleona Ordy z 1877 roku. Dwór ten, stojący na wysokiej podmurówce, miał dziewięcioosiową elewację, był parterowy z trójosiową piętrową częścią centralną, przed którą stał czterokolumnowy portyk w wielkim porządku, zwieńczony trójkątnym szczytem. Wzdłuż elewacji parterowych skrzydeł prowadziły kolumnowe podcienie. Dom stał najprawdopodobniej wśród parku krajobrazowego, z dużym gazonem przed podjazdem. Dwór o niebanalnej architekturze został najprawdopodobniej zniszczony w czasie I wojny światowej. Obecnie stoi tam ruina budynku i zdziczałe resztki parku.
Majątek w Tursku jest opisany w 1. tomie Dziejów rezydencji na dawnych kresach Rzeczypospolitej Romana Aftanazego.